# Kibiwott Kandie
Kibiwott Kandie (* 20. Juni 1996 im Baringo County) ist ein kenianischer Leichtathlet, der in den Langstreckenläufen antritt. 2020 wurde er Vizeweltmeister im Halbmarathonlauf. Im Dezember desselben Jahres brach er den Weltrekord über diese Distanz.

## Sportliche Laufbahn
Kibiwott Kandie nimmt seit 2017 an Straßenläufen teil. In seiner Debütsaison lief er über die Halbmarathondistanz eine Zeit von 1:03:34 h.
2019 siegte er im August beim Lille-Halbmarathon mit Bestzeit von 59:31 min. Im Oktober wurde er beim Halbmarathon von Neu-Delhi Dritter. Am letzten Tag des Jahres ging er im 15-km-Straßenrennen in São Paulo an den Start, das mit Streckenrekord von 42:59 min und einer Sekunde Vorsprung auf den Zweitplatzierten gewinnen konnte.
2020 gewann Kandie zunächst den Halbmarathon von Ra’s al-Chaima in den Vereinigten Arabischen Emiraten, bei dem er erstmals unter der Marke von 59 min blieb.
Im September siegte er beim Prag-Halbmarathon mit einer Zeit von 58:38 min. Einen Monat später startete er bei den Halbmarathon-Weltmeisterschaften im polnischen Gdynia, für die er sich mit seiner Siegeszeit aus Ra’s al-Chaima qualifizierte. Mit einer Zeit von 58:54 min konnte er sich zum Vizeweltmeister krönen. 2022 trat Kandie bei den Commonwealth Games in Birmingham im 10.000-Meter-Lauf an. Mit neuer Bestzeit von 27:20,34 min konnte er die Bronzemedaille gewinnen.
Im März 2025 wurde Kandie nur wenige Tage vor dem geplanten Start beim Barcelona-Marathon suspendiert, weil er sich einer Dopingkontrolle entzogen hatte.

### Weltrekord Halbmarathon 2020
Im Dezember trat der 24-Jährige beim Valencia-Halbmarathon an, wo er mit einer Siegeszeit von 57:32 min den bislang aktuellen Weltrekord seines Landsmannes Geoffrey Kamworor (58:01 min) um weitere 29 Sekunden verbesserte. Ebenso der Zweitplatzierte, Jacob Kiplimo aus Uganda (57:37 min) sowie der drittplatzierte Kenianer Rhonex Kipruto (57:49 min) lagen mit ihren Zieleinlaufszeiten unter dem bisherigen Weltrekord.

## Wichtige Wettbewerbe
| Jahr              | Veranstaltung                    | Ort               | Platz             | Disziplin         | Zeit              |
| Startet für Kenia | Startet für Kenia                | Startet für Kenia | Startet für Kenia | Startet für Kenia | Startet für Kenia |
| ----------------- | -------------------------------- | ----------------- | ----------------- | ----------------- | ----------------- |
| 2020              | Halbmarathon-Weltmeisterschaften | Gdynia            | 2.                | Halbmarathon      | 58:54 min         |
| 2022              | Commonwealth Games               | Birmingham        | 3.                | 10.000 m          | 27:11,26 min      |

## Persönliche Bestleistungen
Freiluft
- 10.000 m: 27:20,34 min, 2. August 2022, Birmingham

Straße
- 10 Kilometer: 26:50 min, 30. April 2022, Herzogenaurach
- Halbmarathon: 57:32 min, 6. Dezember 2020, Valencia

## Sonstiges
Kandie dient als Soldat bei den Kenya Defence Forces. Er trainiert in der Stadt Ngong unter Anleitung des ehemaligen Crosslauf-Weltmeisters John Korir, den er gleichzeitig als sein sportliches Vorbild ansieht.